# Simone Chinchio
Simone Chinchio (Latina, 26 novembre 1991) è un giocatore di calcio a 5 italiano.

## Carriera

### Club
Cresciuto nel Latina, debutta in Serie A2 ancora minorenne al termine della stagione 2007-08, conclusa con la retrocessione dei pontini.
Negli anni seguenti si ritaglia progressivamente più spazio in campo, fino a diventare il portiere titolare.
Nella stagione 2011-12 contribuisce alla vittoria del girone E di Serie B che riporta il Latina nella seconda divisione nazionale.
Nella stagione 2012-2013 si trasferisce alla Cogianco Genzano dove centra il double, vincendo rispettivamente campionato e Coppa Italia di Serie A2.
Un anno più tardi torna a Latina e qui vince anche il girone B di Serie A2, guadagnando la storica promozione dei pontini nella massima serie .
Dopo un triennio in Serie A con i pontini, nella stagione 2017-18 si trasferisce al Napoli. Poco impiegato dai partenopei, nel mercato di riparazione si trasferisce al Petrarca in Serie B con cui vince Coppa Italia di categoria e campionato.
A fine stagione torna nella città natale.

### Nazionale
Debutta con la Nazionale di calcio a 5 dell'Italia il 2 novembre 2016 nel corso dell'amichevole vinta dagli azzurri per 7-2 contro la Romania.

## Palmarès
- Campionato di Serie A2: 2
Cogianco Genzano: 2012-2013  (girone B)
Latina: 2013-14 (girone B)
- Campionato di Serie B: 2
Latina: 2011-12 (girone E)
Petrarca: 2017-18 (girone B)
- Coppa Italia di Serie B: 1
Petrarca: 2017-18
- Coppa Italia di Serie A2: 1
Cogianco Genzano: 2012-13